# Eopsaltria
Eopsaltria är ett fågelsläkte i familjen sydhakar inom ordningen tättingar. Det råder oenighet vilka arter släktet bör omfatta. Enligt IOC inkluderas endast två arter som enbart förekommer i Australien.
- Östlig gulsydhake (E. australis)
- Västlig gulsydhake (E. griseogularis)

Tidigare inkluderades vitbröstad sydhake, mangrovesydhake och gulbukig flugskvätta i Eopsaltria. Genetiska studier visar dock att de inte är närmast släkt med gulsydhakarna. Vitbröstad sydhake står närmast Tregellasia, varför den antingen lyfts ut i ett eget släkte, som här, eller att Eopsaltria expanderas till att även omfatta Tregellasia. Mangrovesydhaken och gulbukig flugskvätta är mer avlägset släkt. Den förra står nära arterna i Peneothello och inkluderas antingen i det släktet eller förs tillsammans med dessa till släktet Melanodryas. Den senare anses utgöra en egen utvecklingslinje och har allmänt flyttats till ett eget släkte Cryptomicroeca.